# Franklin Engine Company
Franklin Engine Company était une compagnie américaine de construction de moteurs d'avion. La compagnie a été constituée sous le nom Air Cooled Motors en 1937 lorsqu'un groupe d'anciens employés de H. H. Franklin Co., un constructeur automobile en faillite achetèrent des actions de la compagnie. Les moteurs continuèrent à être fabriqués sous le nom de Franklin.
Air Cooled Motors a été rachetée en 1945 par la société Republic Aviation Company pour produire des moteurs pour son hydravion léger Seabee, puis encore rachetée par Preston Tucker pour construire un moteur pour la Tucker Torpedo en 1948.
En 1961, avec la disparition de la société Preston Tucker, Aero Industries racheta Air Cooled Motors et renomma la compagnie en Franklin Engine Company.
En 1975, le gouvernement polonais acheta la société et en relocalisa la production à Rzeszów, sous le nom initial de PZL-Franklin, puis plus simplement PZL-F.